# رآس الحداني (العدين)

تعديل مصدري - تعديل

رآس الحداني محلة تابعة لقرية الحداني، التابعة لعزلة الجبلين بمديرية العدين إحدى مديريات محافظة إب في الجمهورية اليمنية.، بلغ تعداد سكانها 204 حسب تعداد اليمن لعام 2004.